# Griegos en la Crimea prerromana

Colonias griegas a lo largo de la costa norte del mar Negro en el siglo V a. C.

Las polis griegas empezaron a establecer colonias a lo largo de la costa del mar Negro de Crimea en el siglo VII o VI a. C. Se establecieron varias colonias en las cercanías del estrecho de Kerch, entonces conocido como Bósforo Cimerio. La densidad de colonias alrededor del Bósforo Cimerio era poco habitual para la colonización griega y reflejaba la importancia de la región. La mayoría de estas colonias fueron establecidas por jonios desde la ciudad de Mileto en Anatolia. A mediados del siglo I a. C. el Reino del Bósforo se convirtió en un estado cliente de la República Romana tardía, entrando en la era de la Crimea romana durante el Imperio Romano.

## Etimología

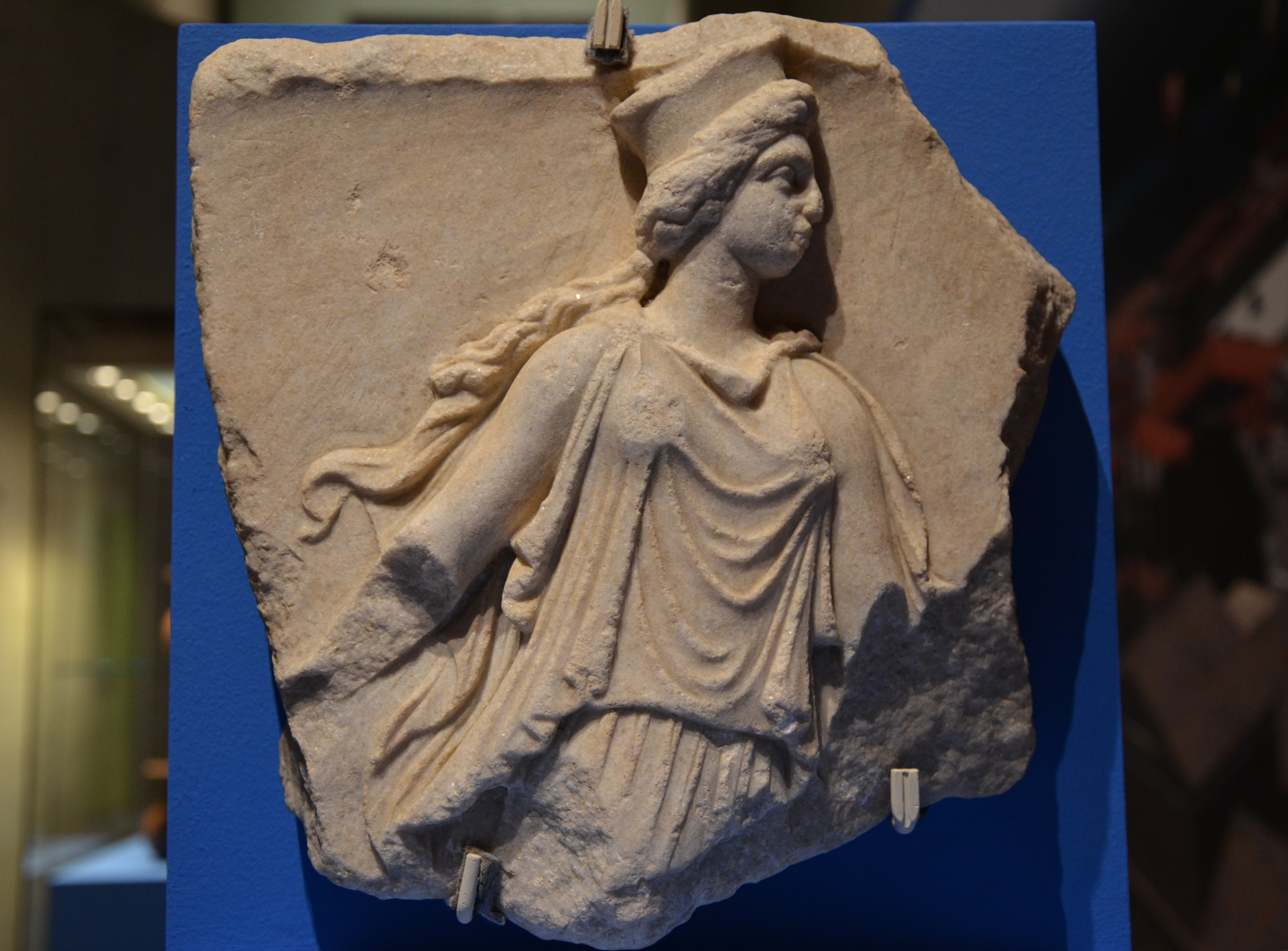
Fragmento de un relieve de mármol mostrando a Perséfone,, de Panticapeo, Táurica (Crimea), Reino del Bósforo.

Táurica, Quersoneso Táurico, y Tauris fueron nombres que recibió la península de Crimea desde antigüedad clásica y hasta la Edad Moderna. Los griegos nombraron la región por sus habitantes, los tauros: Ταυρικὴ Χερσόνησος (Taurikē Khersonesos) o Χερσόνησος Ταυρική (Khersonesos Taurikē), «península táurica» («khersonesos» significa literalmente «península»). Chersonesus Taurica es la versión latina del nombre griego.

## Colonias griegas

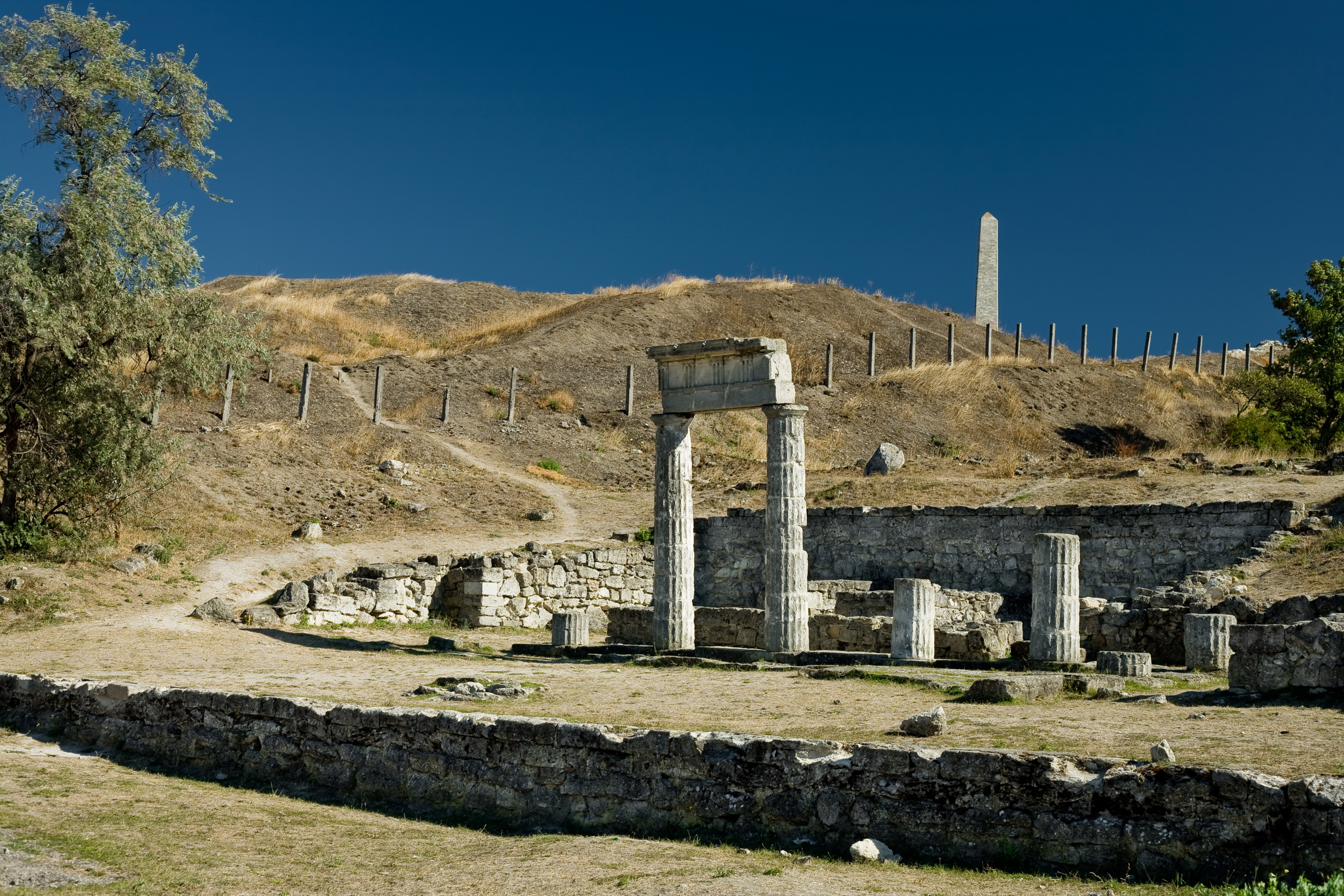
El pritaneo de Panticapeo, siglo II a. C.

La primera colonia griega, Panticapeo (en griego antiguo: Παντικάπαιον, romanizado: Pantikápaion), fundada a finales del siglo VII o principios del siglo VI a. C., fue establecida como una apoikia de Mileto (esto es, una verdadera colonia y no un mero puerto comercial). Esta importante ciudad estaba situada en el monte Mitrídates en lado occidental del Bósforo Cimerio, en la actual ciudad de Kerch. Durante los primeros siglos de existencia de la ciudad predominaron las importaciones griegas: cerámica, terracota y objetos de metal, probablemente de talleres en Rodas, Corinto, Samos y Atenas (se encontró ampliamente un estilo ateniense de vasija en la ciudad, llamado estilo Kerch). La producción local, que seguía estos modelos, se utilizaba al mismo tiempo. La cerámica local imitaba los cuencos helenísticos conocidos como estilo gnathia, así como los cuencos de Megara. La ciudad acuñó monedas de plata desde el siglo V a. C. y monedas de oro y bronce desde el siglo IV a. C. En su máxima extensión llegó a ocupar 100 hectáreas (250 acres).

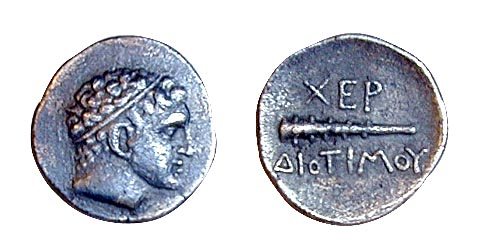
Moneda griega de Quersoneso en Crimea mostrando a Diotimo el estoico con la diadema real, mostrando en el exergo la inscripción ΧΕΡ ΔΙΟΤΙΜΟΥ, siglo II a. C.

Otras colonias de Mileto en el lado crimeo del Bósforo Cimerio incluían Teodosia, Cimérico, Tiritaca y Mirmecio. Teodosia (en griego antiguo: Θεοδοσία), actualmente Feodosia, fue fundada en el siglo VI a. C. de acuerdo a la evidencia arqueológica. Su primer registro histórico está en la resistencia frente a los ataques de Sátiro, gobernante del Reino del Bósforo, alrededor del 390 a. C. Su sucesor Leucón la transformó en un importante puerto para el transporte de trigo a Grecia, especialmente a 

Atenas. Cimérico (en griego antiguo: Κιμμερικόν) fue fundada en el siglo V a. C. en la costa meridional de la península de Kerch, en la ladera occidental del monte Opuk, alrededor de 50 kilómetros al sudoeste de Panticapeo. Su nombre se puede referir a un asentamiento cimerio anterior en el mismo lugar. Cimérico se convertiría en un importante bastión en la defensa del Reino del Bósforo frente a los escitas. Tiritaca (en griego antiguo: Τυριτάκη) estaba situada en la parte oriental de Crimea, alrededor de 11 kilómetros al sur de Panticapeo. Suele identificarse con las ruinas del distrito de Kamysh-Burun (Arshintsevo) en Kerch, en la costa del Bósforo Cimerio. Solo hay unas pocas menciones acerca de Tiritaca en las fuentes antiguas. Los proyectos arqueológicos han establecido que la colonia, fundada a mediados del siglo VI a. C., estaba especializada en la artesanía y la viticultura. En los primeros siglos, la pesca y la producción de vino se convirtieron en la principal actividad económica de la ciudad. Mirmecio (en griego antiguo: Μυρμήκιον) estaba situada en la costa del Bósforo Cimerio, 4 kilómetros al norte de Panticapeo. Fue fundada a mediados del siglo VI a. C. como una polis independiente, que pronto se convirtió en la más rica de la región. En el siglo V a. C., la ciudad se especializó en la producción de vino y acuñó su propia moneda. Estaba rodeada por murallas de 2.5 metros de grosor.
Ninfeo (en griego antiguo: Νύμφαιον) fue fundada por colonos del rival de Mileto, Samos, entre el 580 y el 560 a. C. Estaba situada alrededor de 14 kilómetros al sur de Panticapeo. No hay evidencia arqueológica de presencia escita anterior a la fundación de la ciudad. La ciudad produjo su propia moneda y generalmente prosperó en el periodo de la antigüedad clásica por su control del comercio de cereal. Atenas eligió Ninfeo como su principal base militar en la región c. 444 a. C. y Gilón, el abuelo materno de Demóstenes, se vio sujeto al destierro de Atenas bajo el cargo de haber traicionado a Ninfeo durante la guerra del Peloponeso. Fue anexionada por el Reino del Bósforo a finales de siglo.

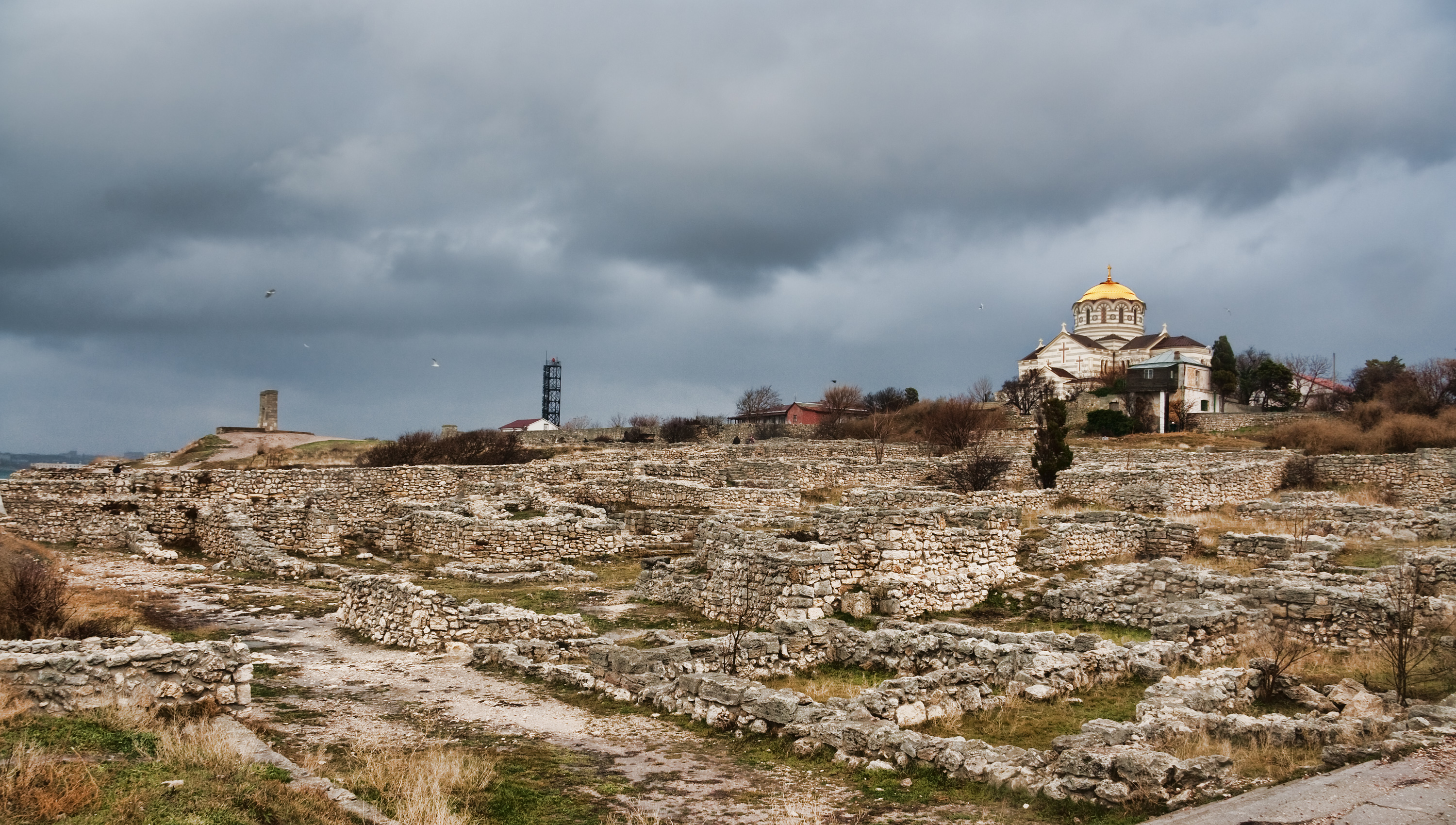
La catedral de San Vladímir de Quersoneso en lo alto de las extensas excavaciones en la ciudad.

En el siglo V a. C., los dorios de Heraclea Póntica en la costa del mar Negro de Anatolia fundaron el puerto naval de Quersoneso en el suroeste de Crimea (en las afueras de la actual Sebastopol). Era una ubicación con buenos puertos de aguas profundas localizado en el borde del territorio de los tauros indígenas. Durante la mayor parte del periodo clásico, Quersoneso fue una democracia gobernada por un grupo de arcontes electos y un consejo llamado el Demiurgo. Con el paso del tiempo el gobierno se volvió más oligárquico, con el poder concentrado en manos de los arcontes. Hasta mediados del siglo IV a. C., Quersoneso permaneció como una ciudad pequeña. Entonces expandió sus tierras en el noroeste de Crimea, incorporando la colonia de Cercinitis y construyendo numerosas fortificaciones. En 2013, Quersoneso fue declarada Patrimonio de la Humanidad.
Cercinitis es la colonia más antigua en el noroeste de Táurica, localizada cerca de la actual Eupatoria. Fue fundada alrededor del paso del siglo VI al V a. C., posiblemente por dorios de Heraclea Póntica, o por alguna otra ciudad-estado jonia desconocida. Hasta mediados del siglo IV a. C. la ciudad fue una pequeña ciudad-estado independiente, antes de ser incorporada en la ciudad-estado de Quersoneso. En el siglo II a. C. Cercinitis fue capturada por los escitas, pero fue más tarde retomada en la segunda campaña de Diofanto. De acuerdo a los hallazgos arqueológicos, la ciudad pervivió hasta el siglo II o III a. C.

## En la mitología

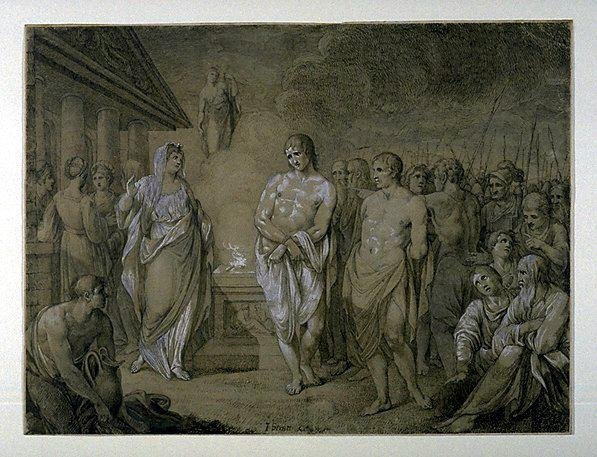
Orestes y Pílades llegan ante Ifigenia de Joseph Strutt.

De acuerdo a la mitología griega, Crimea es el lugar al que fue enviada Ifigenia después de que la diosa Artemisa la rescatara del sacrificio humano que su padre iba a realizar. Artemisa llevó a la joven princesa a la península, donde se convirtió en sacerdotisa en su templo. Allí fue forzada por el rey tauro Toante a sacrificar a cualquier extranjero que pisara tierra. De acuerdo a los historiadores, los tauros eran conocidos por sus rituales salvajes y por la piratería, y fueron también los primeros pobladores de la península. La tierra de Tauris y sus presuntas costumbres de matar griegos fueron descritas por Heródoto en sus Historias, libro IV, 99-100 y 103.